# USS Halibut (SSGN-587)
Pour les autres navires du même nom, voir USS Halibut.
Le USS Halibut (SSGN-587) est un sous-marin nucléaire lanceur de missiles de croisière (1960-1965) américain de l'United States Navy. Il sert au début de sa carrière à la dissuasion nucléaire pendant la guerre froide. Puis il est modifié après 1965 en vue de de son affectation aux missions spéciales. Il s'illustre notamment lors de l'opération Ivy Bells.
Il est l'unique bâtiment de sa classe.